# مزرعة دير شواح
مزرعة دير شواح أو دير شواح هي إحدى القرى اللبنانية من قرى قضاء البترون في محافظة الشمال.